# Валя-Кіоарулуй (комуна)
Валя-Кіоарулуй (рум. Valea Chioarului) — комуна у повіті Марамуреш в Румунії. До складу комуни входять такі села (дані про населення за 2002 рік):
- Валя-Кіоарулуй (665 осіб) — адміністративний центр комуни
- Верай (308 осіб)
- Дуруша (90 осіб)
- Куртуюшу-Маре (338 осіб)
- Местякен (415 осіб)
- Феріча (472 особи)

Комуна розташована на відстані 388 км на північний захід від Бухареста, 27 км на південь від Бая-Маре, 72 км на північ від Клуж-Напоки.

## Населення
За даними перепису населення 2002 року у комуні проживали 2288 осіб.
Національний склад населення комуни:
| Національність | Кількість осіб | Відсоток |
| -------------- | -------------- | -------- |
| румуни         | 2146           | 93,8%    |
| цигани         | 135            | 5,9%     |
| угорці         | 7              | 0,3%     |

Рідною мовою назвали:
| Мова      | Кількість осіб | Відсоток |
| --------- | -------------- | -------- |
| румунська | 2279           | 99,6%    |
| угорська  | 7              | 0,3%     |
| циганська | 2              | 0,1%     |

Склад населення комуни за віросповіданням:
| Релігія        | Кількість осіб | Відсоток |
| -------------- | -------------- | -------- |
| православні    | 2193           | 95,8%    |
| п'ятдесятники  | 39             | 1,7%     |
| греко-католики | 19             | 0,8%     |
| римо-католики  | 5              | 0,2%     |
| реформати      | 4              | 0,2%     |